# Scarlett Johansson
Scarlett Ingrid Johansson (New York, 22 novembre 1984) è un'attrice e cantante statunitense.
Ha fatto il suo esordio cinematografico come attrice bambina nel 1994 in Genitori cercasi, ottenendo i primi riconoscimenti per i suoi ruoli in Manny & Lo (1996), L'uomo che sussurrava ai cavalli (1998) e Ghost World (2001). Per i suoi ruoli nei film La ragazza con l'orecchino di perla (2003), Lost in Translation - L'amore tradotto (2003), Una canzone per Bobby Long (2004), Match Point (2005), Under the Skin (2013), Lucy (2014), Ghost in the Shell (2017), Storia di un matrimonio (2019) e Jojo Rabbit (2019) ha ricevuto in tutto cinque candidature ai Golden Globe, quattro al premio BAFTA e due al premio Oscar, e per il secondo film citato si è aggiudicata il BAFTA alla migliore attrice protagonista. Nel 2011 ha vinto un Tony Award per il suo ruolo nello spettacolo Uno sguardo dal ponte, venendo candidata anche ai Drama Desk Award. Inoltre ha ricoperto il ruolo di Natasha Romanoff / Vedova Nera nei film del Marvel Cinematic Universe.

## Biografia

### Primi anni
Fornita di doppia cittadinanza grazie al padre danese, Scarlett Johansson è nata a New York il 22 novembre 1984, ed è di religione ebraica, in quanto figlia di Karsten Johansson, un architetto di origini danesi, e Melanie Sloan, una produttrice e attrice statunitense nata nel Bronx in una famiglia ebraica emigrata dalla Polonia. Suo nonno paterno era lo storico d'arte, regista e sceneggiatore Ejner Johansson. Ha una sorella e un fratello maggiore, Vanessa e Adrian e un gemello, Hunter, mentre dal primo matrimonio del padre ha un fratellastro, Christian. I suoi genitori si sono separati quando aveva 13 anni, e successivamente la madre Melanie ha adottato una bambina etiope, Fenan.
All'età di tre anni Johansson già sognava di diventare attrice, e a quattro anni ha iniziato a prendere parte ai primi provini per spot televisivi, anche se i pubblicitari le preferivano suo fratello, provocandole un forte senso di delusione. In seguito sua madre ha capito che nonostante la giovanissima età era davvero interessata a fare l'attrice, e pertanto ha cominciato a portarla anche ai provini per le produzioni cinematografiche e teatrali, e a otto anni Johansson ha calcato le scene insieme a Ethan Hawke nella pièce teatrale Sofistry.

### Carriera cinematografica

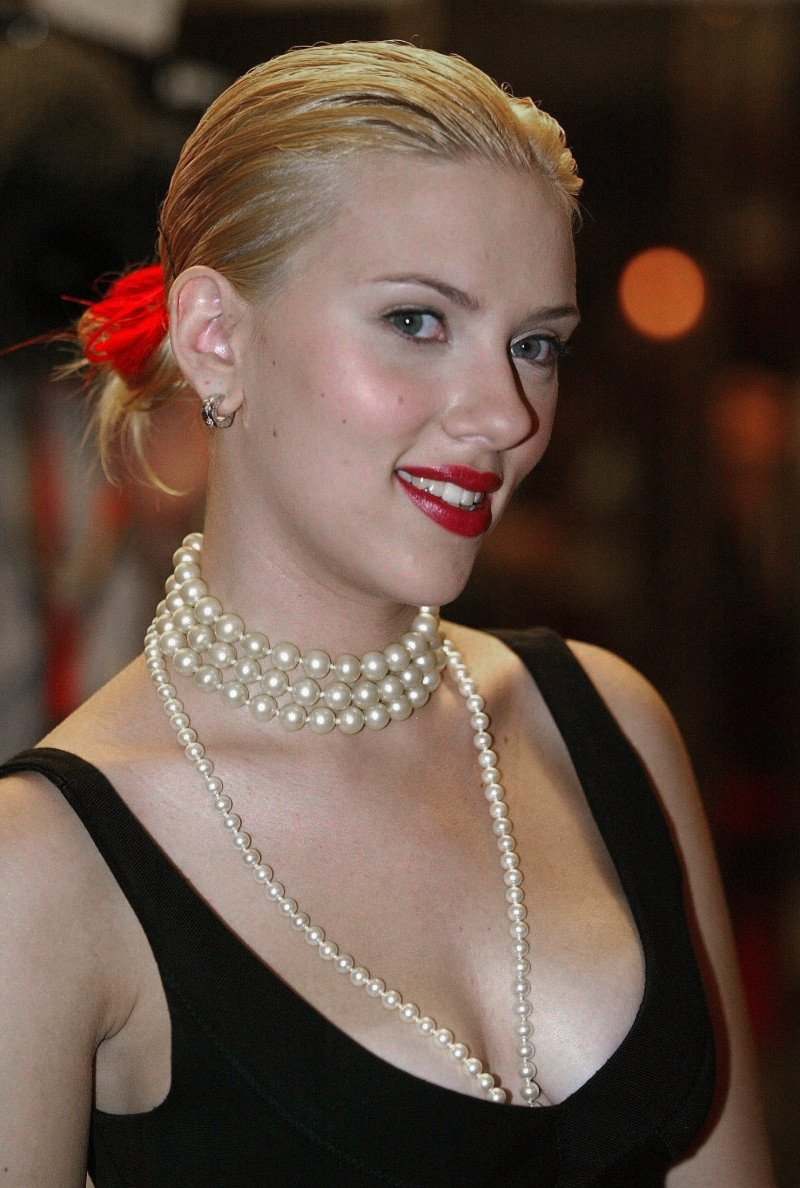
Scarlett Johansson alla première de La ragazza con l'orecchino di perla al Toronto International Film Festival nel 2003

Fin dal 1994 ha incominciato ad apparire in piccoli ruoli in film come Genitori cercasi, Appuntamento col ponte e La giusta causa: quindi ha cominciato a farsi conoscere al pubblico con il suo ruolo di Amanda in Manny & Lo, mentre nel 1997 è apparsa in Mamma, ho preso il morbillo. Si è imposta all'attenzione del pubblico internazionale nel 1998 con la sua interpretazione della giovane Grace nel film L'uomo che sussurrava ai cavalli. Nel 2000 ha recitato in Ghost World, quindi ne L'uomo che non c'era, e nel 2002 - l'anno in cui consegue il diploma - è stata nel cast di Arac Attack - Mostri a otto zampe, ispirato alla fantascienza-horror degli anni cinquanta. Il 2003 è stato l'anno della definitiva consacrazione: ha recitato in Lost in Translation - L'amore tradotto e La ragazza con l'orecchino di perla e ha ottenuto due candidature ai Golden Globe, nelle categorie per la migliore attrice in un film commedia o musicale e per la migliore attrice in un film drammatico.
Nel 2004 è stata nel cast del film Una canzone per Bobby Long, accanto a John Travolta, pellicola che la giovane Johansson desiderava interpretare da cinque anni. Il film le ha fatto ottenere la terza candidatura ai Golden Globe. Da allora è stata sulla cresta dell'onda, tra gossip, campagne pubblicitarie (Louis Vuitton, Calvin Klein) e altri progetti cinematografici che l'hanno vista diretta da registi come Woody Allen e Brian De Palma. Sono state quattro le candidature ai Golden Globe per la migliore interpretazione femminile: nel 2003 per Lost in Translation - L'amore tradotto e La ragazza con l'orecchino di perla, nel 2004 per Una canzone per Bobby Long e nel 2005 per Match Point. Nel 2005, accanto a Ewan McGregor, ha interpretato il fantascientifico The Island, diretto da Michael Bay. Ha lavorato poi proprio con Allen in Match Point, colpendo in particolar modo il regista che l'ha scelta anche per i suoi film successivi, e ha ottenuto la quarta candidatura ai Golden Globe, Scoop (2006), del quale è stata protagonista accanto allo stesso regista newyorkese e a Hugh Jackman, e Vicky Cristina Barcelona, accanto a Penélope Cruz.

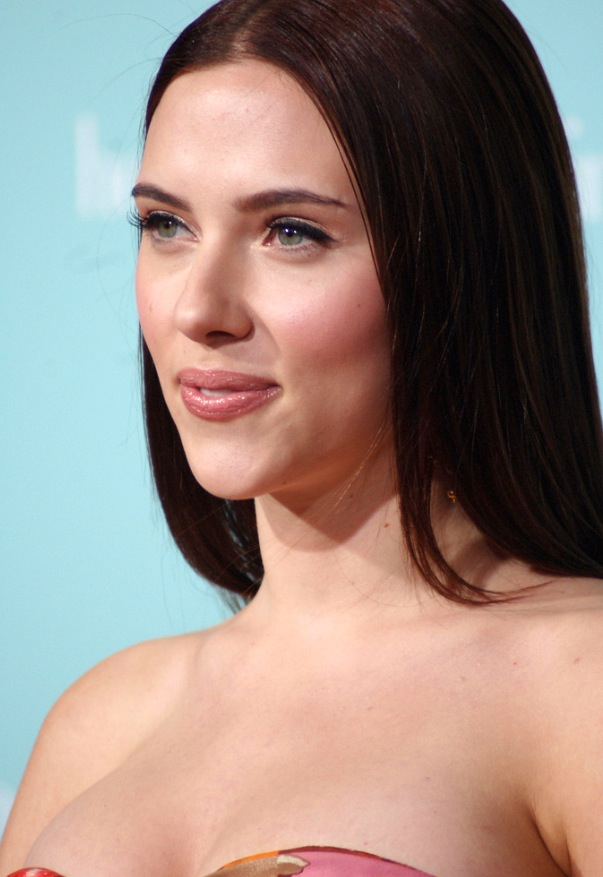
Scarlett Johansson alla première di La verità è che non gli piaci abbastanza nel 2009

Il successo l'ha portata a ritmi di lavoro frenetici, completando nel solo 2006 quattro diversi progetti: oltre alla commedia di Allen, Black Dahlia di Brian De Palma, The Prestige di Christopher Nolan e Il diario di una tata (2007). L'attrice ha vestito anche i panni di Maria Bolena nel film L'altra donna del re, per la quale ha ottenuto una candidatura ai Teen Choice Awards 2008. Nel 2008 Johansson è apparsa in un filmato d'archivio nel film Gomorra, tratto dal romanzo omonimo di Roberto Saviano; rispettando il libro, quel cameo sarebbe dovuto spettare ad Angelina Jolie ma, non avendo ottenuto il permesso dagli Oscar per utilizzare il video di Jolie sul red carpet, è stato utilizzato invece quello di Johansson alla 63ª Mostra internazionale d'arte cinematografica di Venezia.
Nel 2010 l'attrice ha interpretato il ruolo di Natasha Romanoff / Vedova Nera nel film Iron Man 2 al fianco di Robert Downey Jr. e Gwyneth Paltrow. Sempre nel 2010 è entrata a far parte del cast dell'adattamento cinematografico del romanzo Sotto la pelle diretto da Jonathan Glazer; nello stesso anno ha fatto il suo debutto a Broadway nel dramma di Arthur Miller Uno sguardo dal ponte, in cui ha recitato come Catherine accanto a Liev Schreiber; la sua prima apparizione teatrale le è valsa il plauso della critica e la vittoria del Tony Award alla miglior attrice non protagonista in un'opera teatrale. Nel 2011 ha interpretato Kelly, una ragazza che gestisce uno zoo nel film La mia vita è uno zoo, che vede nel cast Elle Fanning e Matt Damon. Nel novembre 2011 è apparsa la notizia secondo cui l'attrice si sarebbe apprestata a dirigere il suo primo film, basato sul libro, edito postumo, di Truman Capote, Incontro d'estate. Nel 2012 Johansson è tornata a vestire i panni della Vedova Nera nel film The Avengers. Il film ha ricevuto recensioni positive, incassando più di un miliardo e mezzo di dollari, ed è il dodicesimo film di maggiore incasso della storia del cinema. Il 2 maggio 2012 ha ricevuto la stella numero 2470 sulla Hollywood Walk of Fame.

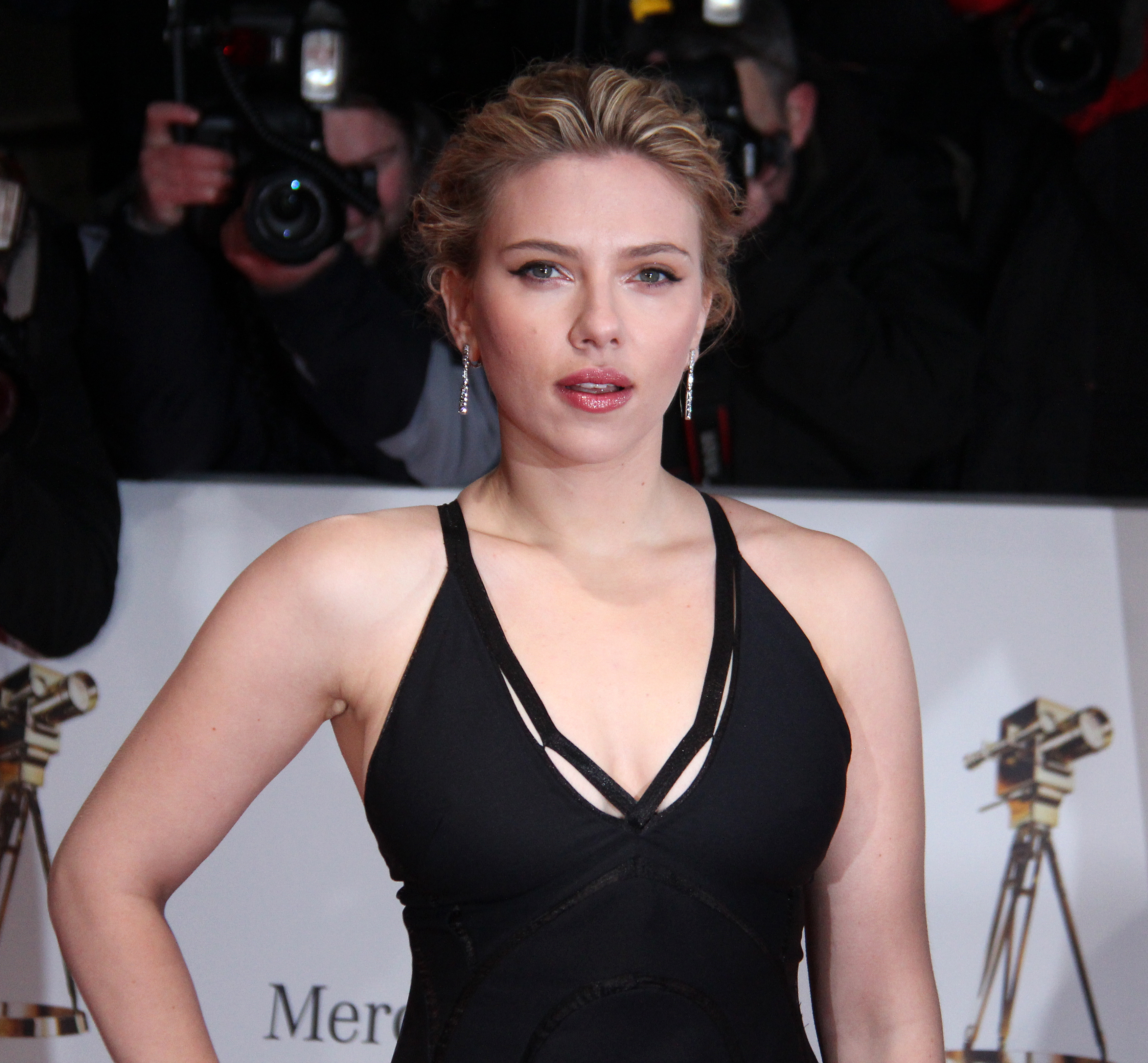
Scarlett Johansson in Germania nel 2012

Nel gennaio 2013 Johansson ha interpretato al teatro di Broadway la sensuale Maggie (ruolo che è stato di Liz Taylor) ne La gatta sul tetto che scotta. Ha girato lo spot di Dolce & Gabbana per le fragranze The One e The One for Men accanto a Matthew McConaughey; la clip Street of Dreams è stata diretta da Martin Scorsese. Nel 2013 è stata inoltre protagonista dello straniante film di fantascienza Under the Skin di Jonathan Glazer, in cui ha interpretato la creatura aliena nel corpo di una bella terrestre; nel film, l'attrice è apparsa nel primo nudo integrale della sua carriera. Nel 2014 ha interpretato il ruolo di Lucy nel film Lucy, diretto da Luc Besson; inoltre ha ripreso il ruolo di Natasha Romanoff / Vedova Nera nei film Captain America: The Winter Soldier (2014), Avengers: Age of Ultron (2015), Captain America: Civil War (2016), Avengers: Infinity War (2018), Avengers: Endgame (2019), che è diventato il film di maggior incasso di tutti i tempi, e Black Widow (2021), di cui è stata anche produttrice esecutiva.
Nel 2016 Johansson è stata scritturata per prendere parte al remake in live-action dell'omonimo Classico Disney Il libro della giungla, in cui l'attrice ha prestato la voce all'intrigante e pericoloso pitone Kaa. Il film è stato diretto da Jon Favreau, e nel cast Johansson è stata affiancata da Bill Murray (sua co-star nel film Lost in Translation), Idris Elba e i premi Oscar Ben Kingsley, Lupita Nyong'o e Christopher Walken. Sempre nel 2016 è tornata in sala di doppiaggio, dando la voce all'istrice cantante Ash nel film d'animazione Sing. Nel 2017 è stata protagonista del film Ghost in the Shell (diretto da Rupert Sanders), adattamento cinematografico live-action dell'omonimo manga e anime, nel ruolo del maggiore Motoko Kusanagi (Mira Killian). Nel 2018 ha iniziato la lavorazione di Jojo Rabbit, recitando al fianco di Sam Rockwell, film diretto dal regista Taika Waititi, che dà vita a una commedia amara sul nazismo. Sempre nel 2018 è stata incoronata dalla rivista Forbes come l'attrice più ricca dell'anno, con un guadagno di 40,5 milioni di dollari.

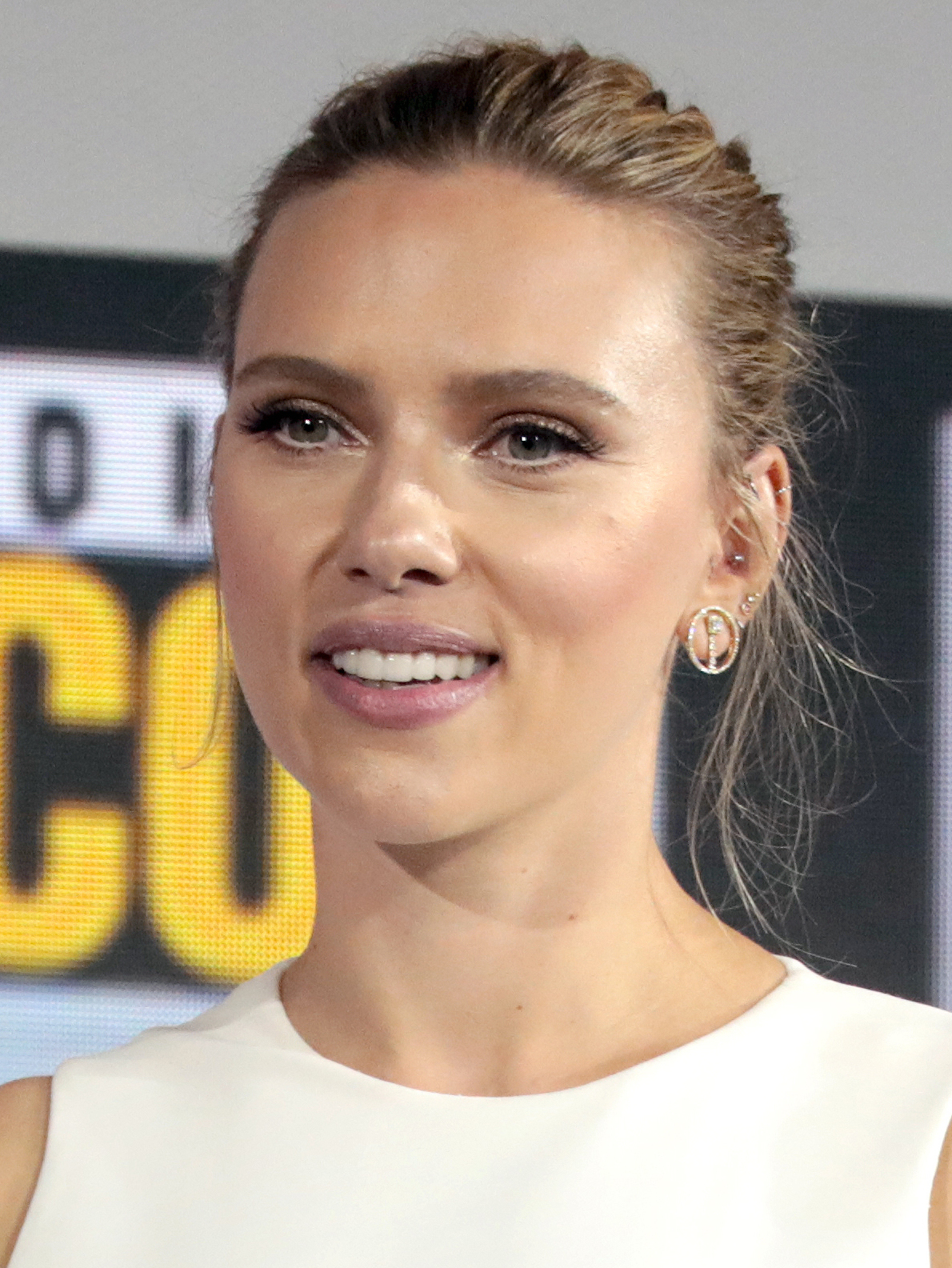
Johansson al San Diego Comic-Con International nel 2019

Nel 2019 è stata protagonista, accanto ad Adam Driver, del drammatico Storia di un matrimonio, presentato in anteprima alla 76ª Mostra internazionale d'arte cinematografica di Venezia, per la quale ha ottenuto la candidatura al Golden Globe per la migliore attrice in un film drammatico. Nel 2020 ha ottenuto per la prima volta la candidatura al premio Oscar, sia come miglior attrice protagonista, per il suo ruolo in Storia di un matrimonio, sia come miglior attrice non protagonista per Jojo Rabbit. Alla fine del 2020 è stata confermata come voce dell'istrice Ash nel film Sing 2 - Sempre più forte, sequel del film d'animazione Sing, uscito nel dicembre 2021. Nel 2023 è stata nel cast di Asteroid City, diretto da Wes Anderson, presentato al Festival di Cannes, e in North Star, diretto da Kristin Scott Thomas, presentato al Toronto International Film Festival.
Nel 2024 è sia protagonista che produttrice di Fly Me to the Moon - Le due facce della Luna, diretto da Greg Berlanti, e ha ottenuta il doppiaggio dell'Autobot Elita nel film d'animazione Transformers One. Nello stesso anno sarà la protagonista del nuovo film di Jurassic Park, intitolato Jurassic World - La rinascita (diretto da Gareth Edwards), in cui ottiene il ruolo di Zora Bennett, recitando a fianco di Mahershala Ali e Jonathan Bailey, previsto per il 2 luglio 2025.

### Carriera musicale

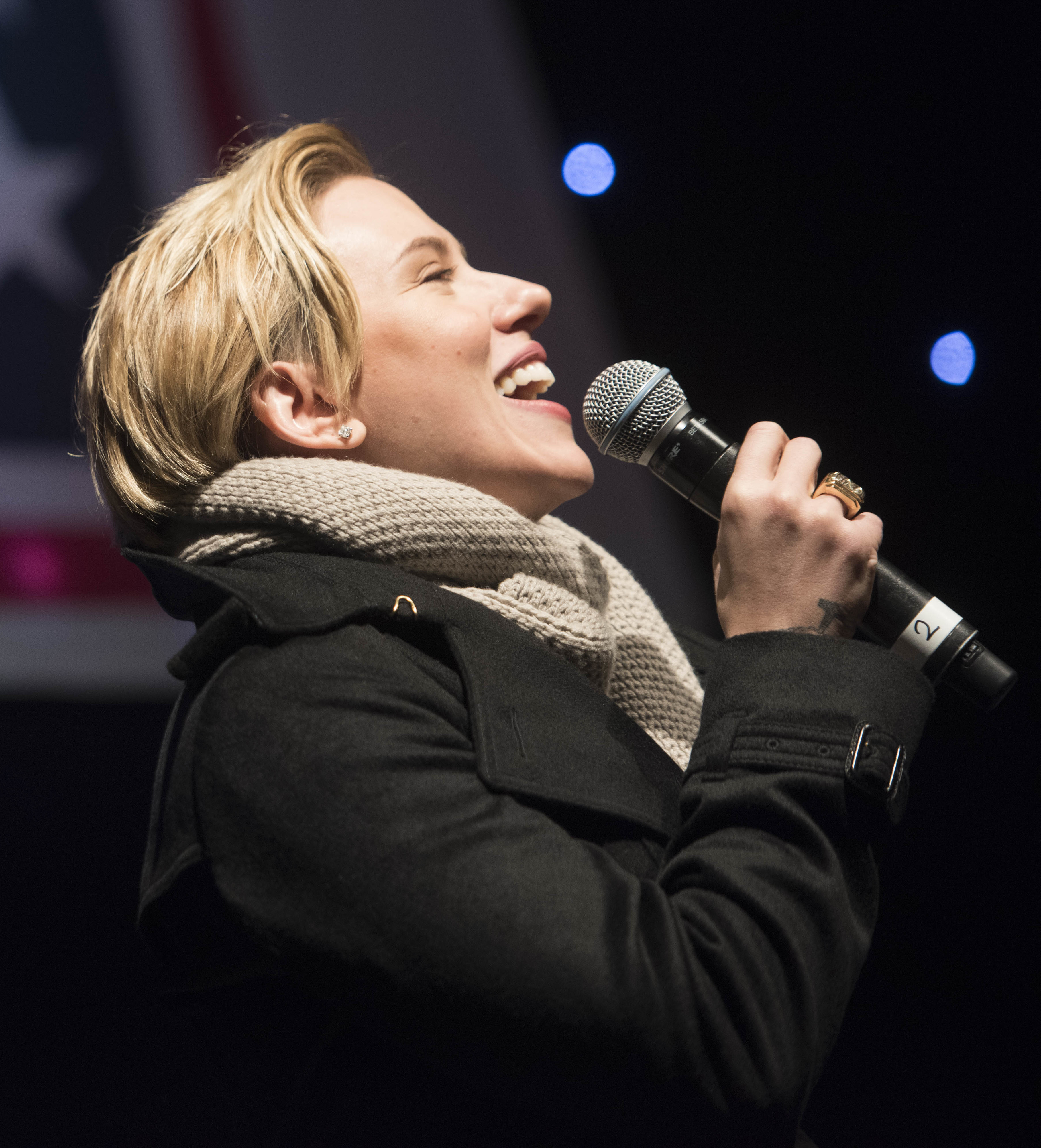
Johansson in una esibizione nel 2016

Dopo essere apparsa nei videoclip When the Deal Goes Down di Bob Dylan e What Goes Around... Comes Around di Justin Timberlake, e dopo essere salita sul palco del Coachella 2007 al fianco dei The Jesus and Mary Chain, l'attrice ha pubblicato un album composto da cover di Tom Waits, totalmente interpretate da lei. L'album, intitolato Anywhere I Lay My Head, è uscito il 20 maggio 2008 ed è stato accolto con poco entusiasmo dalla critica, ricevendo un punteggio medio di 58 su 100 su Metacritic. L'album ha visto la partecipazione di David Bowie in due brani. A proposito della scelta di incidere l'album l'attrice ha dichiarato:
(la Repubblica, 25 agosto 2007)
Nel 2009 ha inciso una cover della canzone di Jeff Buckley Last Goodbye per la colonna sonora del film La verità è che non gli piaci abbastanza. L'8 settembre 2009 è uscito un album collaborativo inciso con il cantautore Pete Yorn intitolato Break Up, ispirato dai duetti di Serge Gainsbourg con Brigitte Bardot. Nel 2013 ha prestato la sua voce alla canzone Before My Time di J. Ralph, che ha ottenuto anche una candidatura ai premi Oscar 2013 come "Miglior canzone", essendo presente nel film Chasing Ice. Nello stesso periodo ha dichiarato di aver formato una band tutta al femminile, chiamata One and Only Singles.
Le sono state dedicate tre canzoni: la prima da un gruppo francese, The Teenagers, dal titolo di Starlett Johansson, la seconda dai Jai Alai Savant, dal titolo Scarlett Johansson Why Don't You Love Me?, e la terza dal cantautore italiano Lorenzo Fragola, dal titolo Scarlett Johansson.

## Vita privata

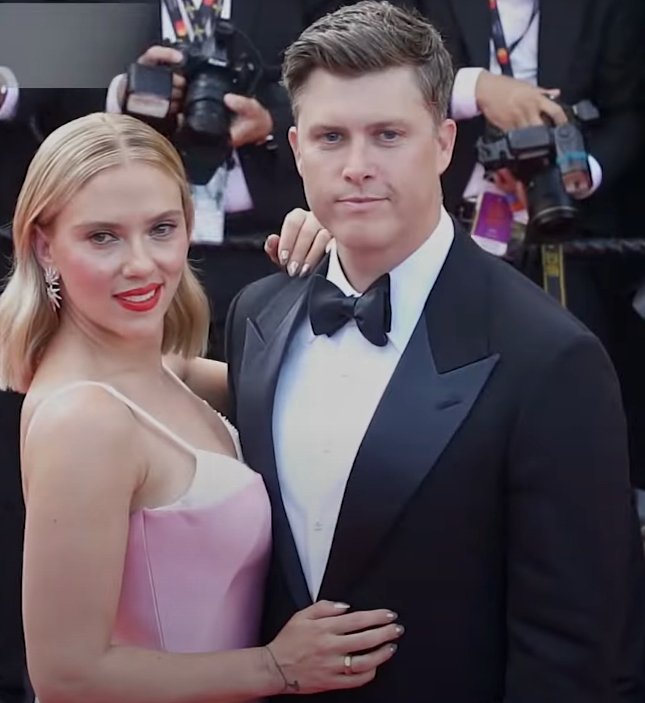
Scarlett Johansson e Colin Jost al Festival di Cannes 2023

Il 27 settembre 2008 ha sposato l'attore Ryan Reynolds. La coppia si è separata nel dicembre 2010, per poi divorziare ufficialmente nel luglio 2011. Durante il Festival del Cinema di Venezia 2013, l'attrice ha annunciato con un comunicato stampa di essere fidanzata con il giornalista francese Romain Dauriac. Il 4 settembre 2014 è nata, a New York, la loro prima figlia, Rose Dorothy. La coppia si è sposata il 1º ottobre 2014 in una cerimonia privata. Nel gennaio 2017 è stato annunciato che la coppia si era separata durante l'estate del 2016. Nel marzo 2017 l'attrice ha annunciato di voler chiedere il divorzio e la custodia primaria della figlia Rose Dorothy.
Fidanzata ufficialmente da maggio 2019 con l'attore e comico Colin Jost, che frequentava dal 2017, si è sposata nell'ottobre 2020. La coppia ha avuto un figlio, Cosmo, nato nel 2021.

## Impegno sociale
Nel 2005 è diventata ambasciatrice globale per Oxfam, una confederazione di organizzazioni non governative che combattono la povertà e l'ingiustizia. Nel marzo 2008 un utente inglese di eBay si è aggiudicato per 20.000 sterline un'asta benefica a sostegno di Oxfam, vincendo un trattamento estetico, due biglietti per partecipare all'anteprima mondiale de La verità è che non gli piaci abbastanza e un incontro di 20 minuti con Johansson. Nel gennaio del 2014 Johansson ha rassegnato le proprie dimissioni da Oxfam, a causa di divergenze di opinione. L'attrice è infatti diventata testimonial della campagna pubblicitaria della società produttrice di gasatori per bibite SodaStream, la cui principale fabbrica si trova nel territorio della Giudea e Samaria, in Cisgiordania. La società impiegava personale arabo e israeliano e sosteneva che la fabbrica offriva un modello esemplare di pacifica cooperazione. Il problema è che l'occupazione israeliana di quei territori veniva considerata "illegale" dalla comunità internazionale e duramente condannata da molte ONG, tra cui proprio Oxfam.
Durante le primarie per le elezioni presidenziali statunitensi del 2008 si è schierata come sostenitrice del candidato democratico Barack Obama, partecipando anche alla realizzazione del video musicale di propaganda Yes We Can insieme ad altri artisti internazionali. Sostiene i diritti gay ed è favorevole al matrimonio tra persone dello stesso sesso. Nel dicembre 2020 ha espresso solidarietà a quattro membri della ONG egiziana EIPR che erano detenuti in Egitto, tramite un video caricato su YouTube, e dopo pochi giorni tre di questi sono stati rilasciati.

## Filmografia

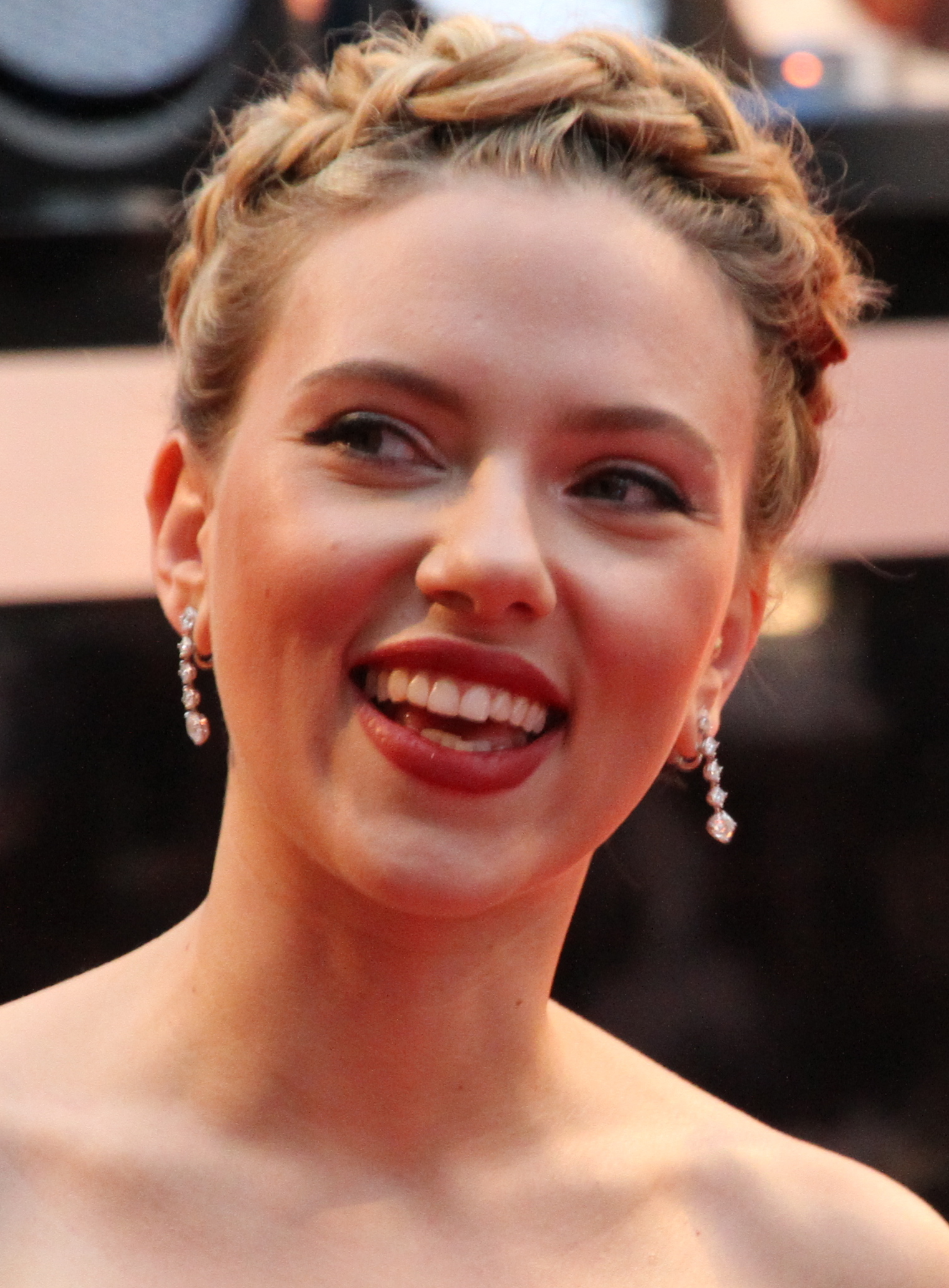
Scarlett Johansson alla première di The Avengers nel 2012 a Londra

### Attrice

#### Cinema
- Genitori cercasi (North), regia di Rob Reiner (1994)
- La giusta causa (Just Cause), regia di Arne Glimcher (1995)
- Manny & Lo, regia di Lisa Krueger (1996)
- Appuntamento col ponte (If Lucy Fell), regia di Eric Schaeffer (1996)
- Felicità rubata (Fall), regia di Eric Schaeffer (1997)
- Mamma, ho preso il morbillo (Home Alone 3), regia di Raja Gosnell (1997)
- L'uomo che sussurrava ai cavalli (The Horse Whisperer), regia di Robert Redford (1998)
- Mamma mi sono persa il fratellino! (My Brother the Pig), regia di Erik Fleming (1999)
- L'uomo che non c'era (The Man Who Wasn't There), regia di Joel Coen (2001)
- Ghost World, regia di Terry Zwigoff (2001)
- In fuga per la libertà (An American Rhapsody), regia di Éva Gárdos (2001)
- Arac Attack - Mostri a otto zampe (Eight Legged Freaks), regia di Ellory Elkayem (2002)
- Lost in Translation - L'amore tradotto (Lost in Translation), regia di Sofia Coppola (2003)
- La ragazza con l'orecchino di perla (Girl with a Pearl Earring), regia di Peter Webber (2003)
- Perfect Score (The Perfect Score), regia di Brian Robbins (2004)
- Una canzone per Bobby Long (A Love Song for Bobby Long), regia di Shainee Gabel (2004)
- Le seduttrici (A Good Woman), regia di Mike Barker (2004)
- In Good Company, regia di Paul Weitz (2004)
- Match Point, regia di Woody Allen (2005)
- The Island, regia di Michael Bay (2005)
- Scoop, regia di Woody Allen (2006)
- Black Dahlia, regia di Brian De Palma (2006)
- The Prestige, regia di Christopher Nolan (2006)
- Il diario di una tata (The Nanny Diaries), regia di Shari Springer Berman e Robert Pulcini (2007)
- L'altra donna del re (The Other Boleyn Girl), regia di Justin Chadwick (2008)
- Vicky Cristina Barcelona, regia di Woody Allen (2008)
- The Spirit, regia di Frank Miller (2008)
- La verità è che non gli piaci abbastanza (He's Just Not That Into You), regia di Ken Kwapis (2009)
- Iron Man 2, regia di Jon Favreau (2010) – Natasha Romanoff / Vedova Nera
- La mia vita è uno zoo (We Bought a Zoo), regia di Cameron Crowe (2011)
- The Avengers, regia di Joss Whedon (2012) – Natasha Romanoff / Vedova Nera
- Hitchcock, regia di Sacha Gervasi (2012)
- Don Jon, regia di Joseph Gordon-Levitt (2013)
- Under the Skin, regia di Jonathan Glazer (2013)
- Chef - La ricetta perfetta (Chef), regia di Jon Favreau (2014)
- Captain America: The Winter Soldier, regia di Anthony e Joe Russo (2014) – Natasha Romanoff / Vedova Nera
- Lucy, regia di Luc Besson (2014)
- Avengers: Age of Ultron, regia di Joss Whedon (2015) – Natasha Romanoff / Vedova Nera
- Ave, Cesare! (Hail, Caesar!), regia di Joel ed Ethan Coen (2016)
- Captain America: Civil War, regia di Anthony e Joe Russo (2016) – Natasha Romanoff / Vedova Nera
- Ghost in the Shell, regia di Rupert Sanders (2017) – Motoko Kusanagi
- Crazy Night - Festa col morto (Rough Night), regia di Lucia Aniello (2017)
- Avengers: Infinity War, regia di Anthony e Joe Russo (2018) – Natasha Romanoff / Vedova Nera
- Captain Marvel, regia di Anna Boden e Ryan Fleck (2019) – cameo non accreditato; Natasha Romanoff / Vedova Nera
- Avengers: Endgame, regia di Anthony e Joe Russo (2019) – Natasha Romanoff / Vedova Nera
- Jojo Rabbit, regia di Taika Waititi (2019)
- Storia di un matrimonio (Marriage Story), regia di Noah Baumbach (2019)
- Black Widow, regia di Cate Shortland (2021) – Natasha Romanoff / Vedova Nera
- Asteroid City, regia di Wes Anderson (2023)
- North Star, regia di Kristin Scott Thomas (2023)
- Fly Me to the Moon - Le due facce della Luna (Fly Me to the Moon), regia di Greg Berlanti (2024)
- La trama fenicia (The Phoenician Scheme), regia di Wes Anderson (2025)
- Jurassic World - La rinascita (Jurassic World Rebirth), regia di Gareth Edwards (2025)

#### Televisione
- Il cliente – serie TV, episodio 1x01 (1995)
- Entourage – serie TV, episodio 1x08 (2004)

### Doppiatrice
- SpongeBob - Il film (The SpongeBob SquarePants Movie), regia di Stephen Hillenburg (2004)
- Lei (Her), regia Spike Jonze (2013)
- Il libro della giungla (The Jungle Book), regia di Jon Favreau (2016)
- Sing, regia di Garth Jennings (2016)
- L'isola dei cani (Isle of Dogs), regia di Wes Anderson (2018)
- Sing 2 - Sempre più forte, regia di Garth Jennings (2021)
- Transformers One, regia di Josh Cooley (2024)

### Produttrice
- Black Widow, regia di Cate Shortland (2021)
- Fly Me to the Moon - Le due facce della Luna (Fly Me to the Moon), regia di Greg Berlanti (2024)
- Thunderbolts*, regia di Jake Schreier (2025)

### Regista
- These Vagabond Shoes (2009)
- Eleanor the Great (2025)

## Teatro
- Uno sguardo dal ponte, di Arthur Miller, regia di Gregory Mosher. Cort Theatre di Broadway (2010)
- La gatta sul tetto che scotta, di Tennessee Williams, regia di Rob Ashford. Richard Rodgers Theatre di Broadway (2013)

## Discografia

### Album in studio
- 2008 – Anywhere I Lay My Head
- 2009 – Break Up (con Pete Yorn)

### EP
- 2008 – Rhapsody Originals
- 2008 – Live Session
- 2009 – Live at KCRW.com (con Pete Yorn)
- 2018 – Apart (con Pete Yorn)

### Singoli
- 2008 – Falling Down/Yesterday Is Here
- 2009 – Relator (con Pete Yorn)
- 2009 – Blackie's Dead (con Pete Yorn)
- 2016 – Set It All Free
- 2018 – Bad Dreams (con Pete Yorn)
- 2019 – Yesterday Is Here
- 2024 – Thriller cover (con Tory Kelly, Taron Egerton e Nick Kroll)
- 2025 – The Best Is Yet To Come (con Jeff Goldblum)

### Audiolibri
- 2009 – The Dive from Clausen's Pier
- 2016 - Alice's Adventures In Wonderland

## Riconoscimenti
- Premio Oscar

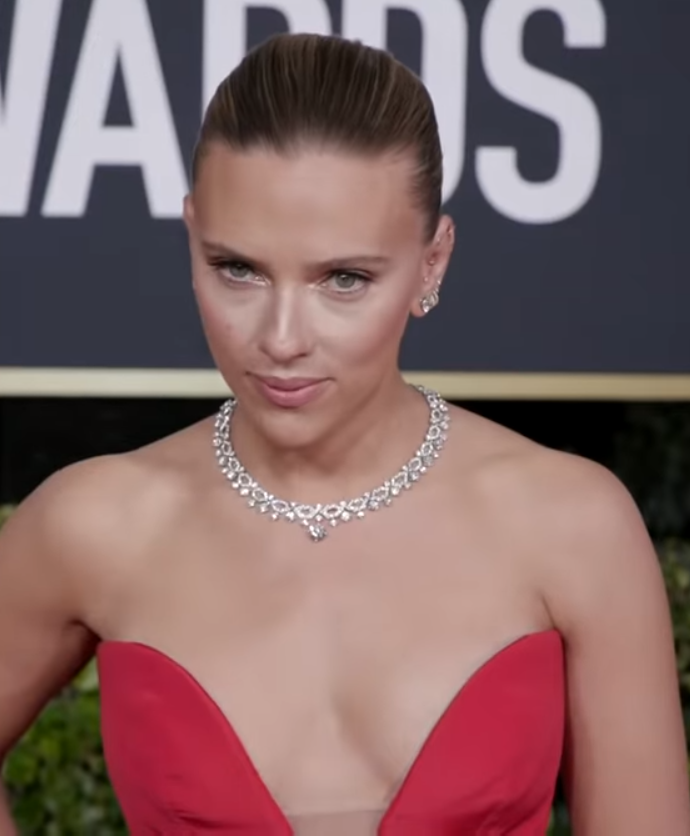
Scarlett Johansson alla cerimonia dei Golden Globe nel 2020

  - 2020 – Candidatura alla miglior attrice protagonista per Storia di un matrimonio
  - 2020 – Candidatura alla miglior attrice non protagonista per Jojo Rabbit[30]
- Golden Globe
  - 2004 – Candidatura alla migliore attrice in un film drammatico per La ragazza con l'orecchino di perla
  - 2004 – Candidatura alla migliore attrice in un film commedia o musicale per Lost in Translation - L'amore tradotto
  - 2005 – Candidatura alla migliore attrice in un film drammatico per Una canzone per Bobby Long
  - 2006 – Candidatura alla migliore attrice non protagonista per Match Point
  - 2020 – Candidatura alla migliore attrice in un film drammatico per Storia di un matrimonio[29]
- British Academy Film Award
  - 2004 – Migliore attrice protagonista per Lost in Translation - L'amore tradotto
  - 2004 – Candidatura alla migliore attrice protagonista per La ragazza con l'orecchino di perla
  - 2020 – Candidatura alla migliore attrice protagonista per Storia di un matrimonio
  - 2020 – Candidatura alla migliore attrice non protagonista per Jojo Rabbit[54]
- Blockbuster Entertainment Award
  - 1999 – Candidatura alla miglior attrice non protagonista per L'uomo che sussurrava ai cavalli
- Boston Society of Film Critics
  - 2001 – Candidatura alla migliore attrice non protagonista per Ghost World
  - 2003 – Migliore attrice per Lost in Translation - L'amore tradotto
- British Independent Film Award
  - 2004 – Candidatura alla miglior attrice per La ragazza con l'orecchino di perla
  - 2014 – Candidatura alla miglior attrice per Under the Skin
- Chicago Film Critics Association Award
  - 1999 – Candidatura alla miglior attrice promettente per L'uomo che sussurrava ai cavalli
  - 2004 – Candidatura alla migliore attrice per Lost in Translation - L'amore tradotto
  - 2006 – Candidatura alla miglior attrice non protagonista per Match Point
  - 2014 – Candidatura alla miglior attrice per Under the Skin
  - 2019 – Candidatura alla miglior attrice per Storia di un matrimonio[55]
- Critics' Choice Award
  - 2004 – Candidatura alla miglior attrice non protagonista per Lost in Translation - L'amore tradotto
  - 2014 – Candidatura alla miglior attrice non protagonista per Lei
  - 2015 – Candidatura alla miglior attrice in un film d'azione per Lucy
  - 2016 – Candidatura alla miglior attrice in un film d'azione per Captain America: Civil War
  - 2020 – Candidatura alla miglior attrice per Storia di un matrimonio
  - 2020 – Candidatura alla miglior attrice non protagonista per Jojo Rabbit[56]
- Drama Desk Award
  - 2011 – Candidatura alla miglior attrice per Uno sguardo dal ponte
  - 2012 – Stella sulla Hollywood Walk of Fame
- Festa del Cinema di Roma
  - 2013 – Marc'Aurelio d'Argento per la miglior attrice per Lei
- Gotham Independent Film Award
  - 2009 – Miglior cast per Vicky Cristina Barcelona
  - 2013 – Candidatura alla miglior attrice per Don Jon
  - 2014 – Candidatura alla miglior attrice per Under the Skin
- Independent Spirit Award
  - 1997 – Candidatura alla miglior attrice per Manny & Lo
- London Critics Circle Film Award
  - 2004 – Candidatura alla miglior attrice per La ragazza con l'orecchino di perla
  - 2015 – Candidatura alla miglior attrice per Ghost World
- Mostra Internazionale d'Arte Cinematografica
  - 2004 – Premio Controcorrente per la miglior attrice
- MTV Movie Award
  - 2004 – Candidatura alla miglior performance per Lost in Translation - L'amore tradotto
  - 2014 – Candidatura al miglior bacio (condiviso con Joseph Gordon-Levitt) per Don Jon
  - 2015 – Candidatura alla miglior performance per Lucy
  - 2015 – Candidatura al miglior bacio (condiviso con Chris Evans) per Captain America: The Winter Soldier
  - 2018 – Candidatura al miglior combattimento (condiviso con Danai Gurira, Elizabeth Olsen e Carrie Coon) per Avengers: Infinity War
  - 2021 – MTV Generation Award[57]
  - 2022 – Miglior eroe per Black Widow[58]
- New York Film Critics Online
  - 2004 – Miglior attrice per Lost in Translation - L'amore tradotto
- Online Film Critics Society Award
  - 2002 – Candidatura alla miglior attrice non protagonista per Ghost World
  - 2004 – Candidatura alla miglior attrice per Lost in Translation - L'amore tradotto
  - 2013 – Candidatura alla miglior attrice non protagonista per Lei
- E! People's Choice Award
  - 2013 – Candidatura al volto dell'eroismo preferito per The Avengers
  - 2013 – Candidatura all'intesa preferita (insieme a Jeremy Renner) per The Avengers
  - 2016 – Candidatura all'attrice preferita in un film d'azione per Avengers: Age of Ultron
  - 2017 – Candidatura all'attrice preferita in un film d'azione per Captain America: Civil War
  - 2019 – Candidatura all'attrice preferita in un film Avengers: Endgame[59]
- Satellite Award
  - 2004 – Candidatura alla migliore attrice non protagonista in un film commedia o musicale per Lost in Translation - L'amore tradotto
  - 2019 – Migliore attrice in un film drammatico per Storia di un matrimonio[60]
- Saturn Award
  - 2011 – Candidatura alla miglior attrice non protagonista per Iron Man 2
  - 2014 – Miglior attrice non protagonista per Lei
  - 2015 – Candidatura alla miglior attrice non protagonista per Captain America: The Winter Soldier
  - 2017 – Candidatura alla miglior attrice non protagonista per Captain America: Civil War
  - 2019 – Candidatura alla miglior attrice non protagonista per Avengers: Endgame[61]
- Scream Award
  - 2009 – Candidatura alla miglior attrice in un film di fantasy per The Spirit
  - 2010 – Miglior attrice in un film di fantascienza per Iron Man 2
- Screen Actors Guild Award
  - 2020 – Candidatura alla migliore attrice protagonista per Storia di un matrimonio
  - 2020 – Candidatura alla migliore attrice non protagonista per Jojo Rabbit[62]
- Teen Choice Awards
  - 2013 – Candidatura alla miglior attrice in un film sci-fi o fantasy per The Avengers
  - 2013 – Candidatura alla miglior star cinematografica femminile dell'estate per The Avengers
  - 2015 – Candidatura alla miglior attrice in un film Sci-Fi/Fantasy per Avengers: Age of Ultron
  - 2016 – Candidatura alla miglior attrice in un film sci-fi/fantasy per Captain America: Civil War
  - 2018 – Miglior attrice in un film d'azione per Avengers: Infinity War
  - 2019 – Miglior attrice in un film d'azione per Avengers: Endgame[63]
- Theatre World Award
  - 2011 – Miglior attrice teatrale per Uno sguardo dal ponte
- Tony Award
  - 2011 – Miglior attrice non protagonista in un'opera teatrale per Uno sguardo dal ponte
- Toronto Film Critics Association Award
  - 2002 – Miglior attrice non protagonista per Ghost World
- Young Artist Award
  - 1999 – Candidatura alla miglior performance in un film drammatico per L'uomo che sussurrava ai cavalli
  - 1999 – Miglior attrice giovane in un film drammatico per L'uomo che sussurrava ai cavalli
  - 2002 – Miglior attrice per In fuga per la libertà
  - 2002 – Candidatura al miglior cast per In fuga per la libertà

## Doppiatrici italiane
Nelle versioni in italiano delle opere in cui ha recitato, Scarlett Johansson è stata doppiata da: 
- Domitilla D'Amico in La giusta causa, L'uomo che sussurrava ai cavalli, In fuga per la libertà, La verità è che non gli piaci abbastanza, Iron Man 2, The Avengers, Hitchcock, Captain America: The Winter Soldier, Avengers: Age of Ultron, Captain America: Civil War, Ghost in the Shell, Crazy Night - Festa col morto, Thor: Ragnarok, Avengers: Infinity War, Captain Marvel, Avengers: Endgame, Jojo Rabbit, Storia di un matrimonio, Black Widow, Fly Me to the Moon - Le due facce della Luna, Jurassic World - La rinascita
- Perla Liberatori in Appuntamento col ponte, Mamma, ho preso il morbillo, Lost in Translation - L'amore tradotto, La ragazza con l'orecchino di perla, Una canzone per Bobby Long, Le seduttrici, In Good Company, Entourage, Il diario di una tata, L'altra donna del re, La mia vita è uno zoo
- Ilaria Stagni in Match Point, Scoop, Black Dahlia, Vicky Cristina Barcelona, Under the Skin, Chef - La ricetta perfetta, Lucy, Ave, Cesare!
- Chiara Gioncardi in Asteroid City, La trama fenicia
- Valentina Mari in Mamma mi sono persa il fratellino!
- Cristina Giachero in L'uomo che non c'era
- Monica Bertolotti in Ghost World
- Alessia Amendola in Arac Attack - Mostri a otto zampe
- Ilaria Latini in Perfect Score
- Connie Bismuto in The Island
- Barbara De Bortoli in The Prestige
- Rossella Acerbo in The Spirit
- Stella Musy in Don Jon

Da doppiatrice è sostituita da:
- Chiara Gioncardi in Sing, Sing 2 - Sempre più forte
- Domitilla D'Amico in L'isola dei cani, Transformers One
- Perla Liberatori in SpongeBob - Il film
- Micaela Ramazzotti in Lei
- Giovanna Mezzogiorno ne Il libro della giungla